# Evan Tom Davies
Evan Tom Davies   (Pencader, 24 de setembre de 1904 - Waterloo, 8 d'octubre de 1973) va ser un matemàtic gal·lès, conegut pel seu sobrenom gal·lès de Ianto.

## Vida i Obra
Davies va néixer al petit poble de Pencader (Carmarthenshire), fill de pagesos gal·lesos i va assistir a l'escola primària local. En acabar l'escola primària, va rebre una beca completa a l'escola del comtat a Llandysul. El 1921 es va matricular a la universitat de Aberystwyth on es va graduar el 1924 en matemàtiques aplicades. Després de graduar-se, va anar a la universitat de Swansea, on va estudiar matemàtiques pures i va obtenir el màster. Finalment, va anar a Roma el 1926 per estudiar amb el gran expert en geometria diferencial, Tullio Levi-Civita. El 1930 va obtenir el doctorat a la universitat de Roma.
El 1930 va acceptar una plaça de professor ajudant al King's College de Londres, on va ser ascendit a professor el 1935 i després a titular el 1946. Durant la Segona Guerra Mundial el King's College va ser traslladat a Bristol a causa del Blitz i es va veure obligat a traslladar-se temporalment a la universitat de Bristol. En acabar la guerra, va acceptar la càtedra de matemàtiques de la universitat de Southampton. Va romandre a Southampton fins a la seva jubilació el 1969 a l'edat de 65 anys. Després de la jubilació, va passar a ser professor de matemàtiques a la universitat de Calgary durant dos anys i a la universitat de Waterloo (Ontario) fins a la seva mort als 69 anys quan hi treballava.
El seu camp de treball va ser principalment la geometria diferencial amb aportacions interessants en l'estudi de les connexions dels tensors i de les transformacions de contacte. Va publicar una quarantena d'articles científics.